# Landange
Landange (Duits: Landingen) is een gemeente in het Franse departement Moselle (regio Grand Est) en telt 199 inwoners (1999). De plaats maakt deel uit van het arrondissement Sarrebourg. Landange / Landingen is gelegen in de Boven-Saargau in de nabijheid van de Lotharingse Salzgau.

## Geschiedenis
In 1790 werd de gemeente ingedeeld bij het departement Meurthe. Bij de Vrede van Frankfurt stond Frankrijk het gebied in 1871 af aan het Duitse Keizerrijk en werd het onderdeel van de Kreis Lörchingen en het Bezirk Lotharingen onder de naam Landingen.
Toen na de Eerste Wereldoorlog het gebied weer Frans werd bleven de departementsgrenzen zoals ze waren na 1871 en werd het district opgenomen als het nieuwe departement Moselle.
De in 1871 opgeheven kantons en arrondissementen werden hersteld en Landange werd weer onderdeel van het kanton Lorquin en het arrondissement Sarrebourg.
Het arrondissement Sarrebourg fuseerde op 1 januari 2015 met het arrondissement Château-Salins tot het arrondissement Sarrebourg-Château-Salins. Op 22 maart 2015 werd het kanton Lorquin opgeheven en werden de gemeente opgenomen in het kanton Phalsbourg.

## Geografie
De oppervlakte van Landange bedraagt 4,8 km², de bevolkingsdichtheid is 41,5 inwoners per km².
De onderstaande kaart toont de ligging van Landange met de belangrijkste infrastructuur en aangrenzende gemeenten.

## Demografie
Onderstaande figuur toont het verloop van het inwonertal (bron: INSEE-tellingen).

## Sport en recreatie
Door deze plaats loopt de Europese wandelroute E2. De E2 loopt van Schotland tot aan Nice, en sluit in Maastricht aan op het Pieterpad.
Mede ten behoeve van wandelaars is er in dit dorp een gite. Op een deur in de gite wordt met een lijnenspel de skyline weergegeven van de Vogezen, waaronder de berg Donon

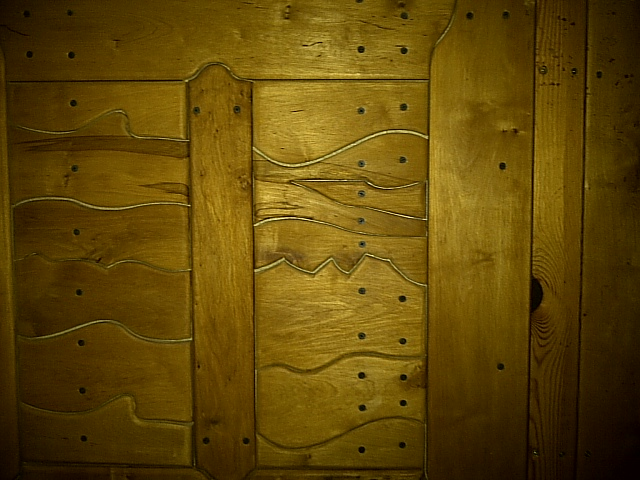
Deur in de gîte in Landange met daarop ingetekend de skyline van de vogezen